# Overstromingen in Pakistan 2010

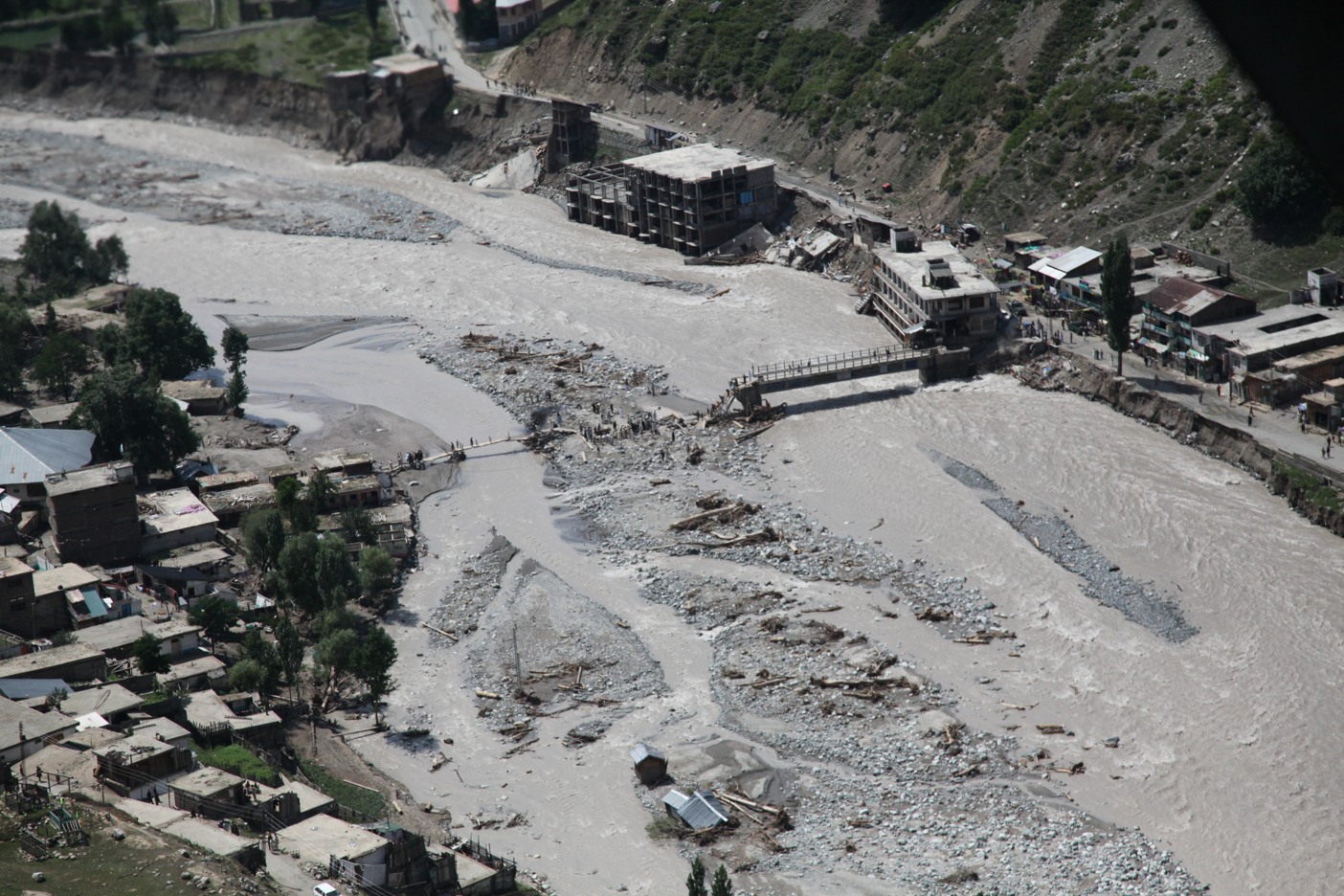
Een brug beschadigd door de overstroming.

De overstromingen in Pakistan in 2010 ontstonden aan het eind van juli 2010 door hevige moessonregens. Meer dan 2000 mensen kwamen om het leven en er zouden enkele miljoenen mensen dakloos geraakt zijn; in totaal werden circa 14 miljoen mensen getroffen door het noodweer. De Verenigde Naties stelde dat de ramp erger zou zijn dan de tsunami in de Indische Oceaan in 2004 en de aardbeving in Haïti in januari 2010.
Het zwaarst getroffen is de provincie Khyber-Pakhtunkhwa in het noordwesten van het land, aan de grens met Afghanistan. De overstromingen hebben zich echter ook uitgebreid naar het zuiden van het land.